# Christian August Friedrich Köhler
Christian August Friedrich Köhler (* 10. Mai 1779 in Magdeburg; † 29. Juni 1827 in Halberstadt) war ein königlich-preußischer Major  und Oberlandesgerichtsrat in Halberstadt, welcher sich insbesondere durch seine tragende Rolle bei der Verteidigung Neuhaldenslebens in der Zeit der Befreiungskriege verdient machte.

## Leben

### Frühe Jahre
Köhler war ein Sohn des Stadtschullehrers Maximilian Heinrich Köhler (1748–1784) und dessen Ehefrau Henriette Catharina Hahn (1849–1809). Nach der auf dem Kloster Unser Lieben Frauen in Magdeburg erworbenen Schulbildung studierte Köhler in Halle Rechtswissenschaft. Von 1799 an war er in Magdeburg als Auskultator und Referendar tätig, hernach ab 1802 als Expedient der Organisationskommission in Paderborn, um kurz darauf eine Stellung als Justizbürgermeister zu Beverungen und Amtmann in Herstelle anzunehmen. Am 20. Dezember 1804 heiratete er Louise Gethmann (1783–1830), Tochter des Paderborner Prokurators Heinrich Gethmann (1747–1815). Am 1. März 1808 wurde Köhler zum westphälischen Ziviltribunalrichter nach Neuhaldensleben berufen.

### Rolle in den Befreiungskriegen
Durch die Kriegswirren war die Aufrechterhaltung der Köhler obliegenden Verwaltungsbehörden unmöglich geworden, so dass er gezwungen war, fragliche Rechtsfälle als Person statt als Institution zu beurteilen. Sein Wille, zudem als Soldat tätig zu sein, ließ ihn eine Bürgergarde mit ihm selbst an der Spitze organisieren, welche die Stadt gegen aus Richtung Magdeburg kommende plündernde französische Kolonnen verteidigte. Kurz darauf schloss sich Köhler als Kapitän dem vierten Landwehr-Infanterie-Regiment an und nahm an mehreren Kriegszügen 1815 und auch noch 1817 teil, wobei er sich besonders durch seine vermittelnde Tätigkeit bei diplomatischen Sendungen hervortat.

### Spätere Jahre
Nach dem Frieden trat Köhler wieder in den Justizdienst zurück, wegen seiner in der Zeit des Krieges erworbenen Verdienste nun als 1. Assessor des neu errichteten Oberlandesgerichts Halberstadt. Friedrich Wilhelm III. von Preußen verlieh ihm 1821 das Allgemeine Ehrenzeichen 1. Klasse. Neben seiner juristischen Tätigkeit reorganisierte Köhler die Landwehr mit und führte als Major eine Kompanie im 27. Landwehrregiment. Bereits 1822 schied er jedoch allgemeiner Kränklichkeit halber aus.

## Sonstiges
Auch musikalisch war Köhler interessiert, wovon etwa ein Brief an den Hofkapellmeister Louis Spohr von 1826 zeugt.
Köhlers Tochter Friederike Auguste Antoinette Adelheid (1808–1846) ehelichte den Superintendenten in Ziesar, Carl Gustav Schulze (1802–1867). Seine Enkelin Dorothea Marie Louise Adele Schulze (1831–1912) wurde zweite Ehefrau des Prinzenerziehers Karl Luppe.